# Podyjí nationalpark
Podyjí nationalpark (tjekkisk: Národní park Podyjí) er et beskyttet område i Tjekkiet (i den sydlige del af Mähren). Da den er sammenhængende hen over grænsen med Østrigs Thayadal nationalpark, omtales de tilsammen som ”den internationale park”. Podyjí beskytter skove, der er næsten naturskove, langs den dybe Dyjeflods dal. Biomets tilstand af velbevarethed omtales som enestående i Centraleuropa.

## Juridisk status
Podyjí nationalpark er den ene af fire nationalparker i Tjekkiet, og den har et areal på 63 km² og en bufferzone på 29 km². Den blev formelt udnævnt til nationalpark den 1. juli 1991 ved en regeringsbeslutning (nr. 164/1991). BirdLife International (IBA) har optaget parken under sit kriterium ”C6”, der dækker araler større end 76,66 km².

## Geografi
Podyjí nationalpark ligger i højder på 207-536 m. Habitaterne omfatter skove, sætere, agerland, krat, klippeområder og vådområder. Nationalparken afvandes af floden Dyje, der strømmer 40 km gennem en tæt skovdækket dal i nationalparken, dvs. i de bømisk-mæhriske højder, Českomoravská vrchovina. Floddalens dybde er op til 220 m. Udnyttelsen af jorden er fastlagt som naturbeskyttelse, forskning og landbrug. Stier fører op til borgruinerne ved Nový Hrádek og slottet Vranov nad Dyjí.

## Plante- og dyreliv
Dalen i nationalparken rummer 77 plantearter, som findes i egeskove på surbund og i tempereret klima med
- Ahorn,
- Almindelig Avnbøg,
- Almindelig Blærenød,
- Almindelig Bøg
- Almindelig Ene,
- Almindelig Ædelgran,
- Kirsebær-Kornel,
- Rustbladet Alperose,
- Rød-El,
- Weichseltræ.

Blandt de flerårige, blomstrende planter findes
- Kandelaber-Kongelys,
- arter af Kobjælde,
- Krans-Lilje,
- Måneskulpe,
- 18 arter af Orkidéer
- Sort Foldblad,
- Ægte Alpeviol.

Man fundet 152 fuglearter i nationalparken. Blandt IBAs karakterarter er Syrisk flagspætte (Dendrocopos syriacus) og Høgesanger (Sylvia nisoria). Der findes 65 arter af pattedyr, 7 arter af krybdyr, heriblandt en træslange og Smaragdfirben. Blandt pattedyr, fugle og krybdyr findes
- Brandts flagermus,
- Bækforel,
- Hvepsevåge,
- Hærfugl,
- Ildsalamander,
- Isfugl,
- Kamsalamander,
- Odder,
- Sort stork,
- Stalling,
- Stor hornugle,
- Æskulapsnog,
- Østlig smaragdfirben.

Højsletten er blevet træløs på grund af skovfældning og er omdannet til dyrket jord, herunder sætere. Langs flodbredderne ser man rørsumpe eller pilekrat.

## Vindyrkning
Šobes højderne (tjekkisk: Hora Šobes'') er et af de ældste og mest berømte vindistrikter i Tjekkiet. Vindistrikter ligger i nationalparken. I 2014 indledte firmaet Znovín Znojmo, der ejer 70% af vingårdene i Šobes, anstrengelser for at få området optaget på UNESCOs Verdensarvsliste. Šobes har ca. 12 ha med vingårde.

## Galleri
|  |  |  |  |